# باشگاه ورزشی السد

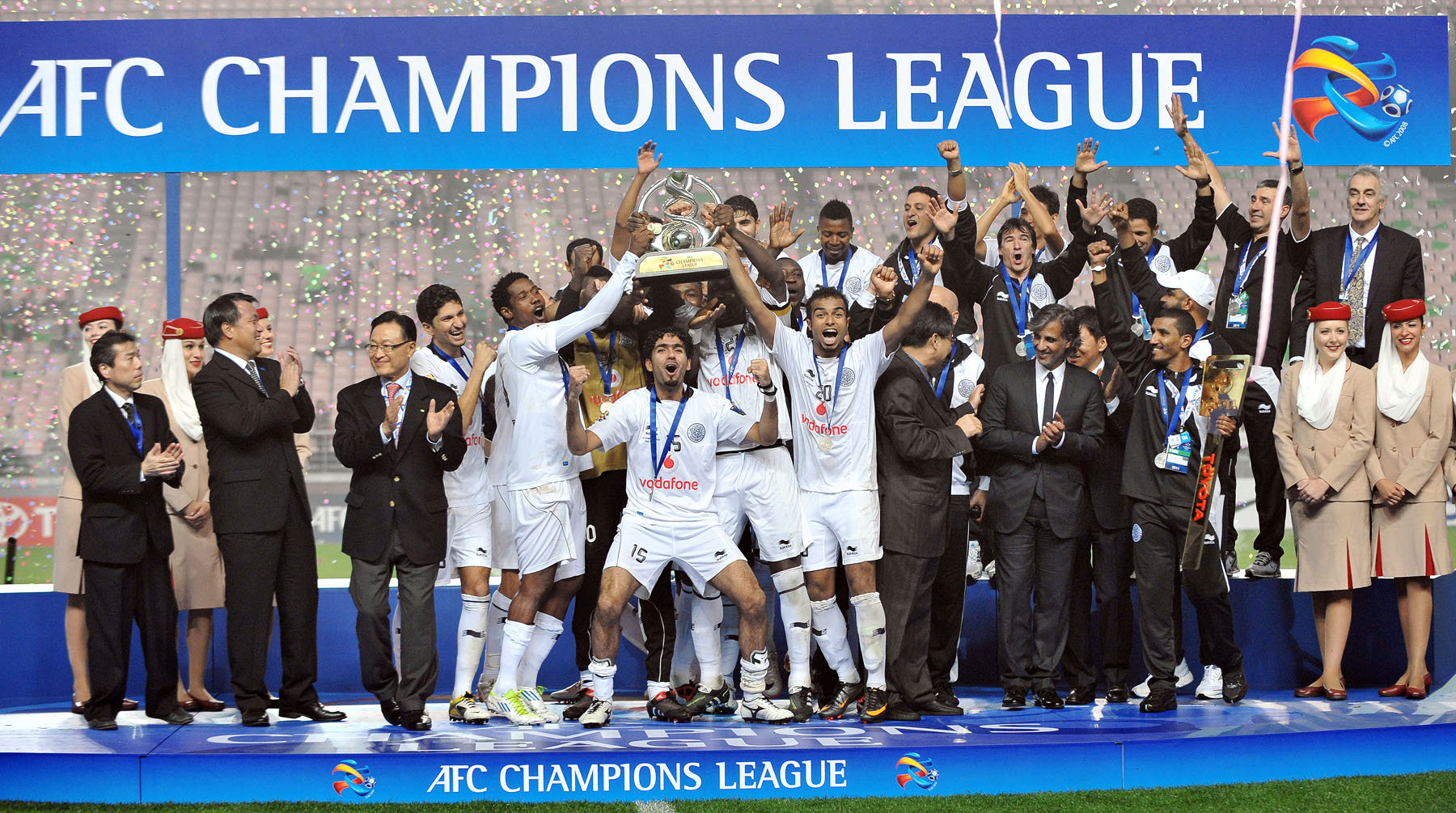
قهرمانی باشگاه فوتبال السد در لیگ قهرمانان آسیا

باشگاه ورزشی السد (عربی: نادی السد الریاضی) یک باشگاه ورزشی است که در شهر دوحه در کشور قطر قرار دارد. این باشگاه تاکنون دومرتبه قهرمان لیگ قهرمانان آسیا شده است.

## تاریخچه

### مقدمه
این باشگاه بیشتر به واسطه تیم فوتبال خود که در بالاترین سطح فوتبال قطر "لیگ ستارگان فوتبال قطر" بازی می‌کند، شناخته شده‌ است. به‌طور محلی، این باشگاه با نام مستعار "الزعیم" شناخته می‌شود که به "رئیس" ترجمه می‌شود. این باشگاه  تنها تیم قطری است که (دو بار) موفق به قهرمانی در لیگ قهرمانان آسیا شده است و این عناوین مهم را در جام باشگاه‌های آسیا ۸۹–۱۹۸۸ و لیگ قهرمانان آسیا ۲۰۱۱ بدست آورده است و به عنوان یکی از پرافتخارترین تیم های آسیا ، به همراه باشگاه های بزرگی چون الاتحاد ، اولسان هیوندای ، سئونگنام ، چونبوک موتورز ، اوروا رد ، سوون سامسونگ ، گوانگ ژو ، بانک تایلند، مکابی جزو معدود باشگاه های آسیا است که دو بار فاتح سطح اول فوتبال آسیا شده است ؛ همچنین السد تنها تیم قطری است که سابقه قهرمانی در آسیا را دارد . علاوه بر فوتبال، این باشگاه تیم‌هایی در رشته های هندبال، بسکتبال، والیبال، تنیس روی میز و دو و میدانی دارد. السد، موفق‌ترین باشگاه ورزشی کشور است؛ تیم فوتبال السد با کسب ۵۷ عنوان قهرمانی رسمی، در این زمینه رکورد دار است.خاستگاه و هسته اولیه باشگاه السد با چهار دانش آموز قطری که در فوتبال پیشرفت داشتند اما نمی‌خواستند به هیچ‌ یک از باشگاه‌های فوتبال موجود بپیوندند، آغاز شد. گروهی به رهبری "عبدالله بن احمد بن مبارک آل علی" و "علی بن محمد بن علی بن سلطان آل علی"، پس از مشورت با وزیر ورزش و جوانان، این باشگاه را در ۲۱ اکتبر ۱۹۶۹ در پایتخت قطر تأسیس کردند.در لیگ قهرمانان آسیا ۸۹–۱۹۸۸، السد با پیروزی مقابل باشگاه فوتبال الرشید، تبدیل به نخستین باشگاه عربی شد که موفق به قهرمانی در لیگ قهرمانان آسیا می‌شود و با این قهرمانی به جام باشگاه های آفریقا–آسیا ۱۹۸۹ صعود کرد و در برابر باشگاه فوتبال وفاق سطیف الجزایر با شکست ۲-۰ در دوحه و ۳-۱ در قسنطینه جام را به نماینده آفریقا واگذار کرد.بیست و دو سال بعد، السد با قهرمانی در لیگ قهرمانان آسیا ۲۰۱۱، مجوز حضور در جام باشگاه های جهان ۲۰۱۱ ژاپن  را کسب کرد و با شکست دو بر یک قهرمان آفریقا ، باشگاه فوتبال اسپرانس تونس به نوعی انتقام بیست و دو سال پیش خود را از نمایندگان آفریقا بگیرد او سپس به مصاف باشگاه فوتبال بارسلونا ، قهرمان اروپا رفت و با شکست چهار بر هیچ از این تیم به رده بندی سومی رسید جایی که با شکست باشگاه فوتبال کاشیوا ریسول ، قهرمان ژاپن به عنوان سومی جام باشگاه های جهان رسید ؛ عنوانی که تا آن زمان برای هیچ نماینده ای از کشور های عربی به دست نیامده بود.

### ۱۹۶۹–۱۹۸۰: تأسیس و آغاز
السد توسط یازده دانش آموز دبیرستانی تأسیس شد که در بازی‌های فوتبال عالی عمل کرده‌اند و قدیمی‌ترین عضو ۱۷ ساله است. آنها حاضر به پیوستن به باشگاه‌های دیگر نشدند و تصمیم گرفتند که باشگاه خود را بسازند. چهار نفر از آنها با شیخ قاسم بن حمد الطانی مشورت کردند، که در آن زمان وزیر جوانان و ورزش بود. او درخواست خود را به عهده داشت، و در نتیجه تشکیل باشگاه ورزشی الصاد شد. بسیاری از بازیکنان و هواداران پیشین، بقایای باشگاه الهرار، باشگاه بود که در فصل ۱۹۶۶/۶۷ منحل شد. در اولین سال تأسیس خود، پدر یکی از بنیانگذاران، حمد بن مبارک العطیه، باشگاه را مربیگری کرد و این تیم در زمین فوتبال در دبیرستان محلی تمرین کرد.

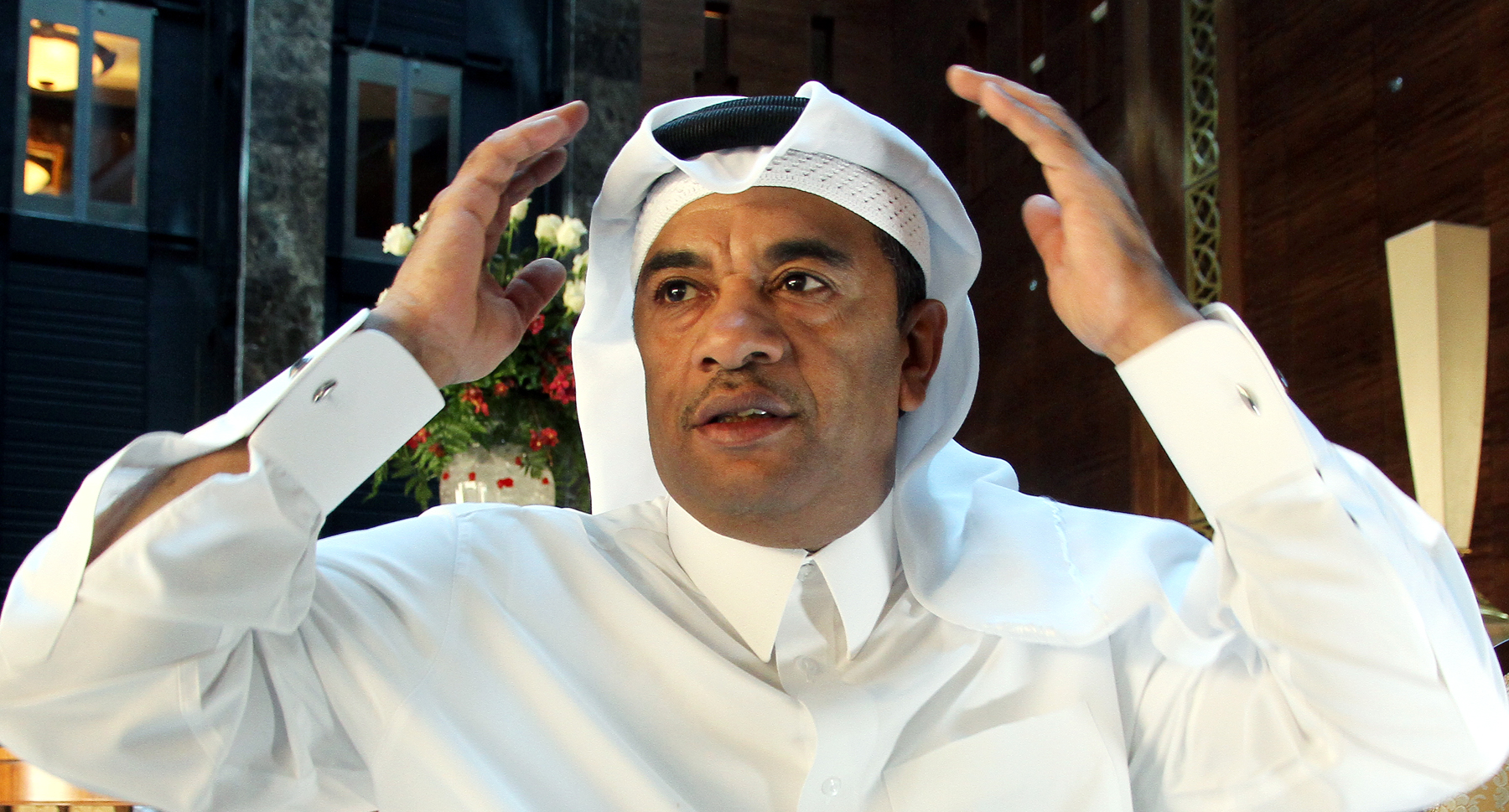
بدر بلال بازی کرده برای باشگاه از ۱۹۷۹ تا ۱۹۹۱

این باشگاه اولین دوره لیگ را در سالهای ۱۹۷۱ تا ۱۹۷۲ به دست آورد. با این حال، این یک سال پیش بود که لیگ رسماً به رسمیت شناخته شد؛ بنابراین، آنها اولین عنوان رسمی QSL خود را در سال ۱۹۷۳–۷۴ به دست آوردند. صدام همراه الراعبی و الریجان در دهه‌های ۷۰ و ۸۰ با غلبه بر غنائم لیگ قطر و امارات جام قهرمانی را در قات قاره گرفت. یوسف سعد، یک پیشکسوت سودان که از زمان تاسیسش برای باشگاه بازی کرد، اولین بازیکن حرفه ای بود که رسماً به صف صفر پیوست. در سال ۱۹۷۴، در حالی که الدز هنوز در دوران پس از زایمان بود، آنها ۱۴ نفر از جمله مبارک انبر و حسن متار و مربی حسابی عثمان را از الستعلال (که بعدها به عنوان قطر اسکاتلندی) مربیگری می‌کردند، متقاعد کردند. حمد بن سعیم. در طول این مدت می‌توان انتقال‌ها بدون قید و شرط انجام داد، یعنی اعتراضات استعلال بیهوده بود. این یک عامل مهم در آنها بود که در سال بعد در سال ۱۹۷۵ اولین قهرمانی خود را در مسابقات قهرمانی جام جهانی به دست آوردند. آنها برای المپیاد Emir Cup به الههی ۴–۳ حمله کردند. اهداف آنها از یوسف سعد، که یک برس را به ثمر رساند، و علی بهزاد و عبدالله زین، به دست آمد. تا این روز، این بزرگترین امتیاز مشترک در مسابقات نهایی مسابقات امیر است.
آنها اولین جام باشگاه شیخ جاسم را در سالهای ۱۹۷۷ تا ۱۹۷۸ به دست آوردند و همچنین دو بار دیگر در دو سال آینده برنده شدند. در سال‌های ۱۹۷۸ تا ۱۹۷۹، باشگاه موفق به کسب اولین دو تیم داخلی خود شد، با پیروزی در هر دو جام حذفی شیخ جاسم و لیگ، انجام فصل مشابه در همان سال.

### ۱۹۸۰–۲۰۰۰: اولین موفقیت بین‌المللی
در سال‌های ۱۹۸۱–۸۲، جام امیر و جام شیخی جاسم را بار دیگر تحت حاکمیت حسن عثمان به دست آوردند. در طول این دوره، بدر بیلال و حسن متار، که هر دو آنها در یک دیدار در لیگ برتر بودند، تیم را به پیروزی در هر دو فینال هدایت کرد. السد همچنین موفق به رکورد جام حذفی ام وی شد و با شکست الشامال ۱۶–۲، بزرگترین پیروزی ثبت شده در تاریخ این مسابقات، موفق شد. آنها تقریباً در سال ۱۹۸۷ یک سه‌گانه داخلی را به اتمام رسانده‌اند، اما در سال جاری در جام حذفی امیر، الاهلی را ۲–۰ از دست دادند.
آنها اولین تیمی بودند که در برابر تیم انگلیسی چیدل شهر بازی کردند و در سال ۱۹۸۲ در ورزشگاه پارک جاده تحت رهبری جیمی میدوث شرکت کردند. آنها با یک حاشیه ۴–۱ پیروز شدند.
السد در سال ۱۹۸۸ اولین لیگ قهرمانان خود را به دست آورد (سپس به عنوان قهرمانی باشگاه‌های آسیایی شناخته می‌شود)، جایی که آنها موقعیت خود را در گروه خود حفظ کردند. آنها در نهایی با الرشید از عراق مواجه شدند و آنها را به اهداف دور بردند و به این ترتیب عراقی‌ها را به خدمت گرفتند تا عنوان نخستین تیم عربی را برای پیروزی در قهرمانی کسب کنند. تیم پیروزی عمدتاً محلی را تشکیل می‌داد، به استثنای وصف صوفی لبنانی و امیر قلعه‌نویی ایرانی که در جریان جنگ ایران و عراق نهایی نبودند. علاوه بر برنده شدن در لیگ قهرمانان آسیا، آنها جام و جامهٔ شیخ جاسم و لیگ را در آن سال به دست آوردند. آنها اولین تیمی بودند که بعد از جنگ ایران و عراق در ایران بازی کردند و در سال ۱۹۹۱ در بازی ACC از دست دادن ۱–۰ به استقلال داشتند. 1990s یک مرحله برای السد بود، در مورد لیگ. آنها در آن دوران حتی یک مسابقات قهرمانی لیگ را نبردند. با این حال، آنها موفق به بازکردن حساب خود را در جایزه اسرار ظاهری و همچنین موفق به کسب جام باشگاه قهرمانان باشگاه خلیج فارس در سال ۱۹۹۱.

### ۲۰۰۰–۲۰۱۰: قرن جدید، فرصت‌های جدید
هزاره جدید دوران جدیدی را برای السد باز کرد. آنها به پیروزی در لیگ قطر بازگشتند، برنده‌های بسیاری از جام حذفی امیر و جام قهرمان شدند. آنها همچنین با کسب پیروزی در لیگ قهرمانان عرب در سال ۲۰۰۱، سومین عنوان خود در این مسابقات را به‌دست آوردند.

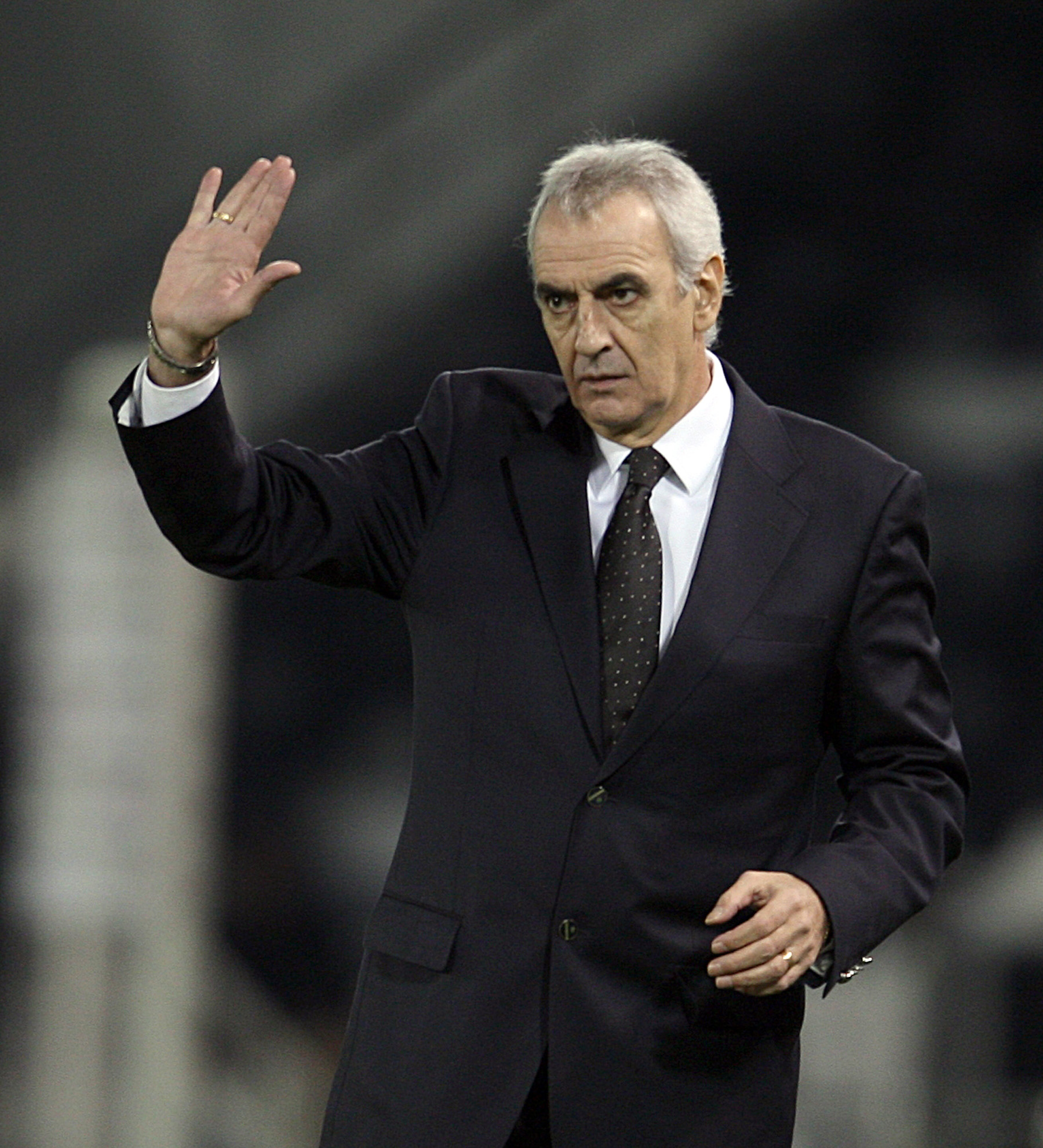
فوساتی به باشگاه کمک کرد تا عناوین داخلی چهار برابر شود.

آنها بزرگترین پیروزی جام حذفی شیخ جامی را در سال ۲۰۰۶، هنگامی که Muaither 21-0 را شکست دادند، ثبت کردند.
در سال ۲۰۰۷، تحت فرمانده مربی اروگوئه خورخه فوساتی، آنها با چهار برنده تمام جام حذفی، چهار برابر شدند. آنها اولین تیم قطری بودند که این کار را انجام دادند و همچنین با پیروزی ۱۰ بازی لیگ در یک ردیف، رکورد لیگ برای بالاترین برد را کسب کردند. علاوه بر این، آنها در سال جاری مبلغ ۲۲ میلیون دلار برای آرژانتینی ماورو زراته ثبت نام کردند و در فوتبال قطر ثبت نام کردند. در سال ۲۰۱۰، آنها دومین تیم بودند که تا به حال موفق به بردن جام حذفی QNB شده‌اند.

### ۲۰۱۰–۲۰۱۲: دوره دوم فوساتی
السد در بازی‌های مقدماتی لیگ قهرمانان ۲۰۱۱ قرار گرفت و با محرومیت از عدم رعایت تیم‌های ویتنامی به دلیل عدم ارائه مدارک. آنها ضرب الاتحاد سوریه و باشگاه هند، Dempo SC، ۵–۱ و ۲–۰ به ترتیب برای به دست آوردن یک نقطه در مرحله گروهی شکست دادند. السد، که به‌طور ناامیدانه قطعی بودند، شانس را برآورده کردند و گروه خود را در برابر الشباب شکست دادند که آنها ۱–۰ را شکست دادند.
فصل اول نهایی در برابر سپاهان اولین نشانه اختلاف نظر برای باشگاه است. سپاهان در ابتدا در اولین بازی با السد با ۱–۰ پیروز شد. با این حال، پس از مسابقه، السد شکایت رسمی را به AFC ارائه داد، چرا که سپاهان یک بازیکن غیرمجاز رحمان احمدی را که قبلاً دو کارت زرد در این مسابقات با باشگاه سابق خود دریافت کرده بود، ارائه داد. این بازی ۳–۰ به نفع السد لغو شد، تقریباً تضمین کننده این باشگاه در نیمه نهایی بود.
آنها بعدها در نیمه نهایی بسیار مشهور با ساموئل سونو Bluewings مواجه شدند. سووون پس از ضربه زدن به دونده‌های سال گذشته Zob Ahan، از پیروزی، موفق به کسب پیروزی شد. مسابقه اول بازی در سووون، کره جنوبی برگزار شد. در دقیقه ۷۰ از بازی، ممدو نیانگ از السد بود تغییر جهت دادن توپ را دور کرد، دروازهبان، حل و فصل نمره ۱–۰. ده دقیقه بعد، یک بازیکن سوان سهواً در سر توسط یک مدافع السد لگد شد، باعث سوون به لگد زدن به توپ به بیرون از بازی. در حالی که بازیکنان مصدوم سولون تمایل داشتند، نایانگ از دروازه حریف عبور کرد و گل دوم را به ثمر رساند و بازیکنان سووون را هدف قرار داد. هرج و مرج بالا بود وقتی که یک فن سوون بر روی زمین اجرا کرده بود، جرقه غوغا توده که شامل هر دو کادر مربیگری و بازیکنان. پس از مبارزه با به توقف آورده بود، و داور بازیکن اخراج از هر تیم در حالی که نیانگ بعد یک کارت قرمز و مدافع کره ای السد لی جونگ سو در خارج از زمین در ناامیدی رفت بود.
ستیزهجویان تحقیقات رسمی از AFC را مطرح کردند که سه بازیکن از هر دو تیم برای شش بازی به حالت تعلیق درآمد. السد پایهٔ اول را از دست داد ۱–۰، هرچند این امر آنها را قادر می‌سازد تا با ضربهٔ ۲ بر ۱ به یونوبوک Hyundai Motors رانندگی کنند. پس از آن الصاد بعد از مصافات نیمه نهایی خود، نام مستعار «البد» را از رسانه‌های کره ای دریافت کرد.

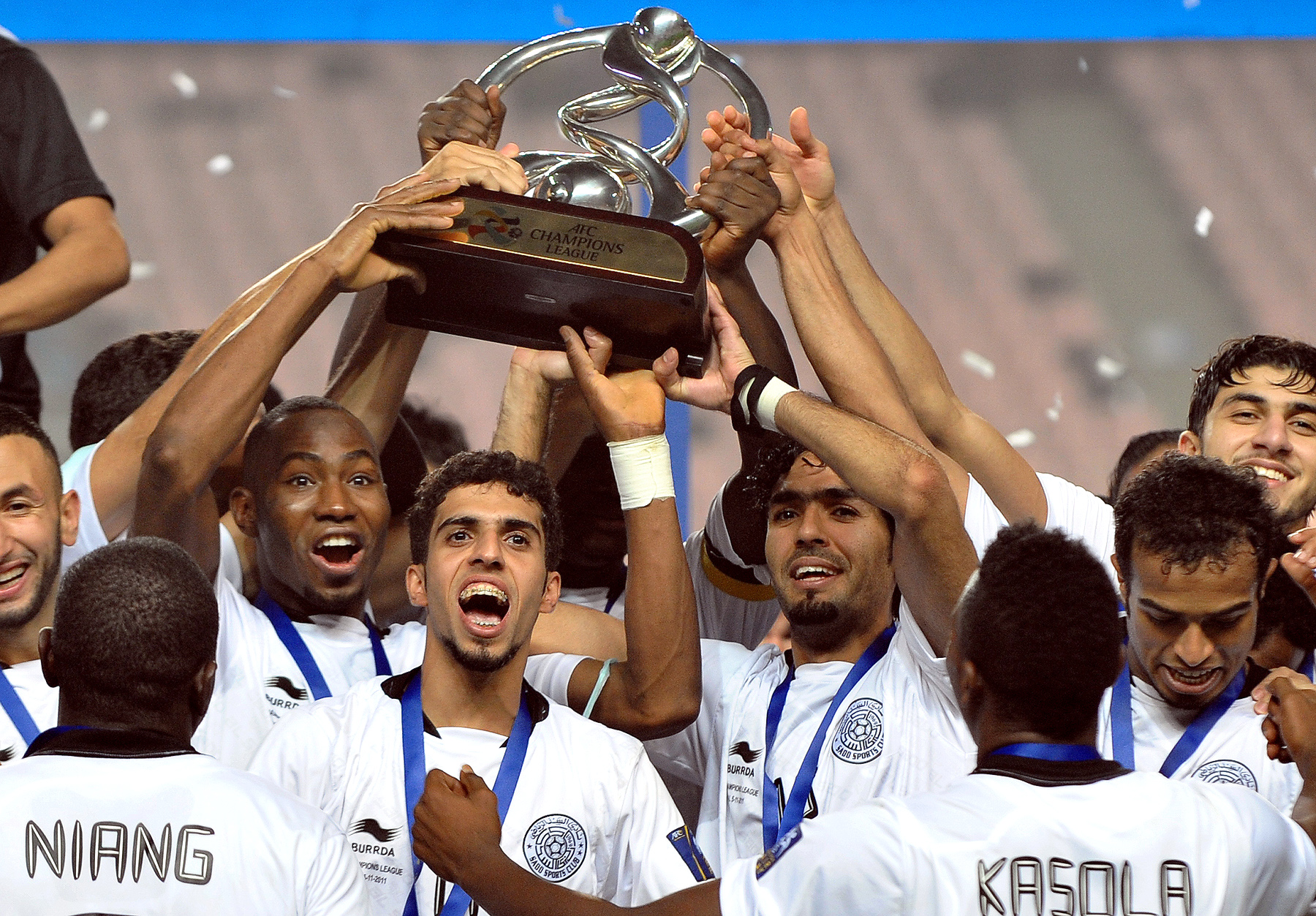
السد در حال جشت گرفتن قهرمانی در لیگ قهرمانان آسیا ۲۰۱۱.

آنها در فینال لیگ قهرمانان ۲۰۱۱ در برابر جونبوک، ۴–۲ در ضربات پنالتی پیروز شدند. این مسابقات در جام جهانی ۲۰۱۱ باشگاه فیفا به دست آوردند.
تا به امروز، این بهترین نتیجه حاصل شده توسط یک تیم قطری در لیگ قهرمانان آسیا تحت فرمت جدید آن است. السد نیز اولین تیمی بود که بعد از شروع مبارزات انتخاباتی خود در فینال در ماه فوریه به مرحله حذفی لیگ قهرمانان آسیا رسید. علاوه بر این، السد در سال ۲۰۱۱ توسط AFC پس از پیروزی در لیگ قهرمانان، "باشگاه سال AFC" در سال ۲۰۱۱ به پایان رسید. مسابقات ۲۰۱۱ به افتخار مالک باشگاه، لوگوی تیم و ستاره‌ها را تغییر داد تا به قهرمانی لیگ قهرمانان آسیا تغییر یابد. ۱۹۸۸–۲۰۱۱ در پیراهن Wolves پاره شد.
در سال ۲۰۱۱ جام جهانی باشگاه فیفا، السد در مرحله نیمه نهایی توسط بارسلونا حذف شد که جلسه سوم را بین آنها و کاشیوا ریسول برقرار کرد. این اولین بار بود که دو باشگاه از همان کنفدراسیون در یک مسابقه سوم در کنار هم قرار گرفتند. السد برای رسیدن به مدال برنز در جام جهانی باشگاه، نخستین باشگاه آسیائی غرب آسیا بود.

### ۲۰۱۲–اکنون: پس از قهرمانی در لیگ قهرمانان آسیا
پس از خروج فوساتی، حسن آموتا، مدافع سابق السد، در ماه مه ۲۰۱۲ به عنوان مربی جدید نامگذاری شد. مراکش به عنوان بهترین گلزن لیگ قطر در طول چهار سال اقامت خود در باشگاه از ۱۹۹۷–۲۰۰۱ به پایان رسید. او قبل از ارتقا به شغل برتر به عنوان مدیر فنی باشگاه کار می‌کرد.
السد چند روز قبل از انتصاب آموتا اعلام کرد که کاپیتان سابق رئال مادرید، رائول، که به صورت رایگان از شالکه ۰۴ وارد بازی می‌کرد، به‌این تیم پیوسته.
السد در حال مدیریت توسط آموتا و به رهبری کاپیتان جدید رائول، السد یک رکورد لیگ برای بهترین شروع فصل لیگ را با پیروزی در تمام ۹ بازی اول خود، شکستن رکورد قبلی توسط الغرافه، که موفق به کسب هفت برد شده‌بود. این تیم پس از پیروزی گذشته خود در رقابت‌ها، پنج سال بعد از پیروزی در جام اتحادیه ستارگان قطر، ۲۰۱۲–۱۳ را شکست داد تا بعد از دو سال لخویا را شکست دهد.
السد در دو فصل آتی شکست خورد، اما در فصل ۲۰۱۳–۱۴ و ۲۰۱۴–۱۵ به ترتیب سوم و دوم شد، زیرا لخویا یک بار دیگر به پیروزی بر می‌گردد. السد در سال ۲۰۱۵ با ژاوی قرارداد امضا کرد و او را از باشگاه اسپانیایی بارسلونا خرید.

## ورزشگاه
این باشگاه در ورزشگاه جاسم بن حمد بازی های خانگی خود را انجام میدهد که ظرفیتی بالغ ۱۳٬۰۰۰ نفر را دارا است.
این ورزشگاه یکی از مدرن‌ترین ورزشگاه‌های خاورمیانه است که بیشتر شهرت آن به خاطر سیستم تهویه و خنک‌کننده ی مدرن آن است که باعث می‌شود تماشاگران و بازیکنان گرمای طاقت‌فرسای دوحه را زیاد احساس نکنند.
این استادیوم میزبان مسابقاتی مثل جام خلیج فارس، بازی‌های آسیایی ۲۰۰۶، جام ملت‌های آسیا ۲۰۱۱، سوپر جام ایتالیا ۲۰۱۴ و سوپر جام ایتالیا ۲۰۱۶ بوده‌است و در سال‌های اخیر نیز میزبان دیدارهای تیم ملی قطر نیز بوده است.
| ورزشگاه             | زمان       |
| ------------------- | ---------- |
| ورزشگاه طریق‌بن زاید | ۱۹۷۵–۱۹۶۹  |
| ورزشگاه جاسم بن حمد | اکنون–۱۹۷۵ |

## مربیان
| - ژوزه فاریا - ژوزه مکیا - پوروکوپیو کاردوسو - کارلوس روبرتو کابرال - اواریستو ده ماکدو - زی ماریو - اواریستو ده ماکدو - پوروکوپیو کاردوسو - امرسون لئو - احمد عمر - محمد العماری - کو آدریانسه | - رنه مئولنستین - ایلی بالاک - کوزمین اولاریو - جیمی میدوز - لوکا پرزویچ - بورا میلوتینوویچ - جمال‌الدین موشویچ - خورخه فوساتی - رابح ماجر - عدنان درجال - حسین عموته - ژزوالدو فریرا | - ژاوی - خاوی گراسیا - خوان مانوئل لیلو |

## بازیکنان فعلی
| شماره |         | پست       | بازیکن                |
| ----- | ------- | --------- | --------------------- |
| ۱     | قطر     | دروازه‌بان | سعد الشیب             |
| ۲     | قطر     | مدافع     | پدرو میگل             |
| ۳     | قطر     | هافبک     | احمد سیار             |
| ۴     | مالی    | هافبک     | محمد کامارا           |
| ۵     | قطر     | مدافع     | طارق سلمان            |
| ۶     | برزیل   | مدافع     | پائولو اوتاویو        |
| ۷     | قطر     | هافبک     | محمد وعد              |
| ۸     | قطر     | هافبک     | علی اسدالله           |
| ۹     | برزیل   | مهاجم     | روبرتو فیرمینو        |
| ۱۰    | قطر     | هافبک     | حسن الهیدوس (کاپیتان) |
| ۱۱    | برزیل   | مهاجم     | کلادینیو              |
| ۱۳    | قطر     | مدافع     | عبدالله الیزیدی       |
| ۱۴    | قطر     | هافبک     | مصطفی مشعل            |
| ۱۶    | قطر     | مدافع     | بوعلام خوخی           |
| ۱۷    | اسپانیا | مهاجم     | کریستو گونزالز        |
| ۱۸    | برزیل   | هافبک     | گیلرمه تورس           |
| ۱۹    | اسپانیا | مهاجم     | رافا موخیکا           |

| شماره |         | پست       | بازیکن               |
| ----- | ------- | --------- | -------------------- |
| ۲۰    | قطر     | هافبک     | سالم الهاجری         |
| ۲۱    | برزیل   | مهاجم     | جیووانی              |
| ۲۲    | قطر     | دروازه‌بان | مشعل برشم            |
| ۲۳    | قطر     | هافبک     | هاشم علی             |
| ۲۸    | قطر     | مهاجم     | احمد السعید U21      |
| ۲۹    | مراکش   | مدافع     | رومان سایس           |
| ۳۱    | قطر     | دروازه‌بان | یوسف بلیده           |
| ۳۲    | قطر     | دروازه‌بان | کریم حیدر U21        |
| ۳۷    | قطر     | مدافع     | احمد سهیل            |
| ۶۶    | قطر     | مدافع     | عبدالرحمن الامین U21 |
| ۷۰    | قطر     | مدافع     | مصعب خضر             |
| ۷۷    | الجزایر | مدافع     | یوسف عطال            |
| ۸۱    | الجزایر | مدافع     | عبدالصمد بوناصر      |
| ۸۴    | قطر     | مهاجم     | اکرم عفیف            |
| ۸۶    | قطر     | هافبک     | محمد فرج‌الله U21     |
| ۹۶    | الجزایر | هافبک     | آدم اوناس            |

## افتخارات

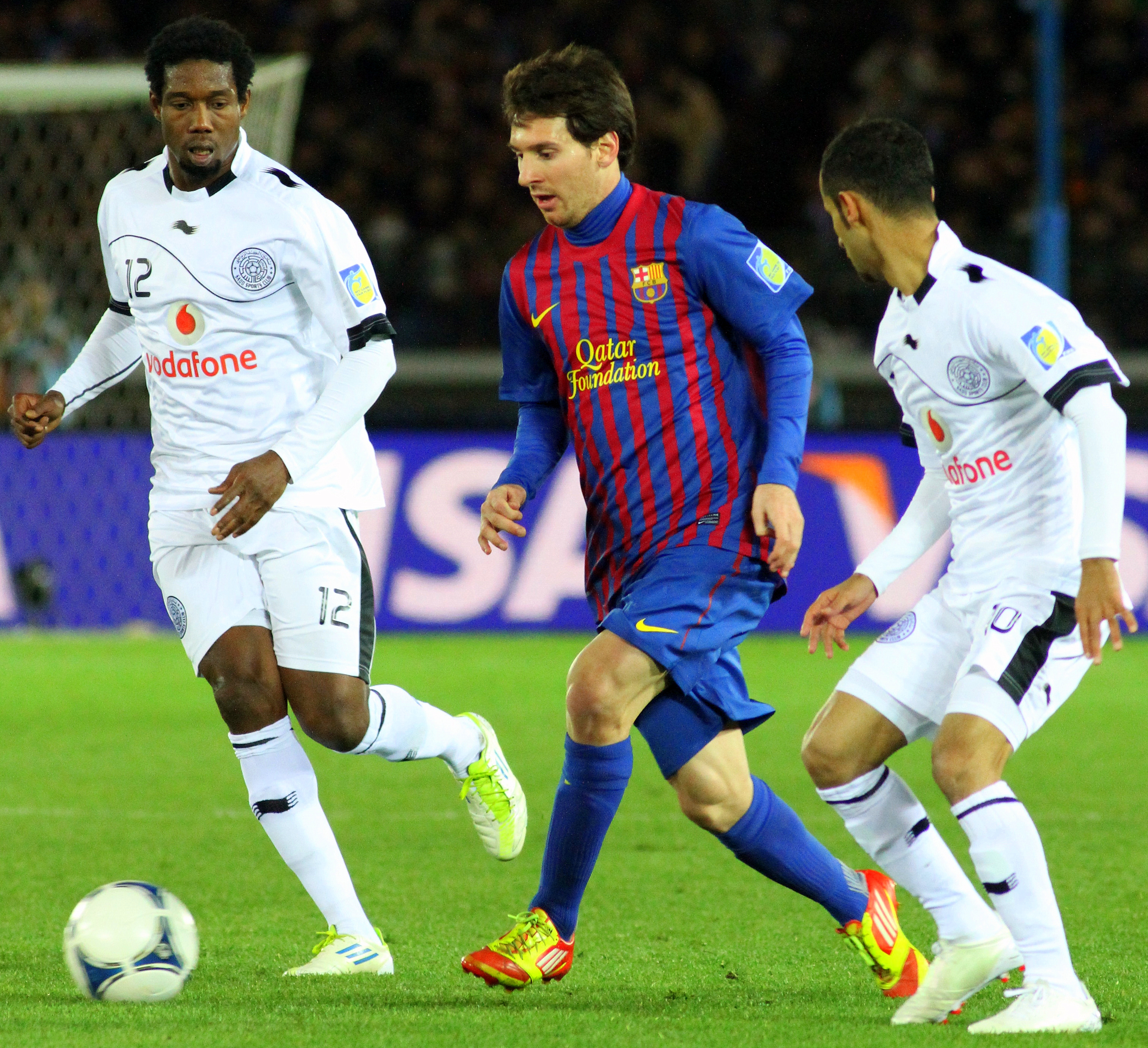
مسابقه السد و بارسلونا در جام باشگاه‌های فوتبال جهان

مسابقات داخلی
- لیگ ستارگان قطر

قهرمان (۱۸): ۷۲–۱۹۷۱، ۷۴–۱۹۷۳، ۷۹–۱۹۷۸، ۸۰–۱۹۷۹، ۸۱–۱۹۸۰، ۸۷–۱۹۸۶، ۸۸–۱۹۸۷، ۸۹–۱۹۸۸، ۲۰۰۰–۱۹۹۹، ۰۴–۲۰۰۳، ۰۶–۲۰۰۵، ۰۷–۲۰۰۶، ۱۳–۲۰۱۲ ، ۱۹–۲۰۱۸، ۲۱–۲۰۲۰، ۲۲–۲۰۲۱، ۲۴-۲۰۲۳، ۲۰۲۴-۲۵،(رکورد)
- جام امیر قطر

قهرمان (۱۹): ۱۹۷۵، ۱۹۷۷، ۱۹۸۲، ۱۹۸۵، ۱۹۸۶، ۱۹۸۸، ۱۹۹۱، ۱۹۹۴، ۲۰۰۰، ۲۰۰۱، ۲۰۰۳، ۲۰۰۵، ۲۰۰۷، ۲۰۱۴، ۲۰۱۵، ۲۰۱۷، ۲۰۲۰، ۲۰۲۱، ۲۰۲۴(رکورد)
- جام ولیعهد قطر

قهرمان (۸): ۱۹۹۸، ۲۰۰۳، ۲۰۰۶، ۲۰۰۷، ۲۰۰۸، ۲۰۱۷، ۲۰۲۰، ۲۰۲۱ (رکورد)
- جام شیخ جاسم قطر

قهرمان (۱۵): ۱۹۷۸، ۱۹۷۹، ۱۹۸۰، ۱۹۸۲، ۱۹۸۶، ۱۹۸۷، ۱۹۸۹، ۱۹۹۱، ۱۹۹۸، ۲۰۰۰، ۲۰۰۲، ۲۰۰۷، ۲۰۱۴، ۲۰۱۷، ۲۰۱۹ (رکورد)
مسابقات آسیایی
- لیگ قهرمانان آسیا

قهرمان (۲): ۱۹۸۹، ۲۰۱۱
- جام برندگان جام آسیا

جایگاه سوم (۱): ۲۰۰۲
- لیگ قهرمانان باشگاه‌های خلیج

قهرمان (۱): ۱۹۹۱
مسابقات بین‌المللی
- جام سانتیاگو برنابئو

نایب قهرمان (۱): ۲۰۱۳
- جام باشگاه‌های فوتبال جهان

جایگاه سوم (۱): ۲۰۱۱
- جام باشگاهی آفریقا–آسیا

نایب قهرمان (۱): ۱۹۸۹